# 辛齊光
辛齊光（1746年—1821年），字愧賢，臺灣澎湖縣湖西鄉湖西村人，嘉慶十八年（1813年）癸酉科欽賜舉人，為澎湖地區首名舉人，被後世譽為開澎舉人。

## 生平
辛齊光生於乾隆十一年（1746年），其父辛天緯，經商有成，家境十分富裕，辛齊光為人也樂善好施，不僅出資修建文石書院，又於湖東、西溪搭建石橋，港尾底（今成功村）、書院崎二處修築大路。辛齊光母親為北山嶼赤崁社人（今白沙鄉赤崁村），來往湖西經過中墩（今白沙鄉中屯村）時，需涉淺水前行，多有不便，遂修築蟳廣汐石堤，大為便民，並於堤旁搭建土地公祠，供路人休憩。此外，亦有修建義塚、窮民借貸無法還清者，慷慨焚燒借據等義舉、又，若友人喪儀無力埋葬，則替其準備棺木襄助埋葬事宜、另建「敬聖亭」，廣拾字紙，提振文風等事蹟不勝枚舉，是以辛齊光在鄉中名望甚高。
辛齊光應試三十餘年，離鄉渡船常遇風災危難，多次大難不死；嘉慶六年（1801年）辛齊光捐取貢生，功名第一，已是五十六歲之齡，時任台灣兵備道慶保贈匾，題曰：「經元」。族人因期盼辛齊光能補個良缺光宗耀祖，便於次年在辛氏祖祠內立匾，題曰「補缺堂」:14-15。
辛齊光後顧念其母年事已高，便中斷鄉試參與，嘉慶十五年（1810年）其母以九十餘歲逝世。嘉慶十八年（1813年）服滿三年喪之後，再度應考鄉試，時年已六十六歲。此次應試結果特獲朝廷開恩，辛齊光成為癸酉科周濱海榜「欽賜舉人」，開澎湖士人中舉之先，世稱「開澎舉人」:14-15。
辛齊光雖未曾正式中舉，但其人藏書滿家，且善於考證，並曾擔任文石書院山長，諄諄後學，誨人不倦，堪稱澎湖士子表率人物。道光元年（1821年）辛齊光無病而卒，享壽76歲:20-21。

## 圖輯
湖西天后宮廟內「海國瞻依匾」為辛齊光所立，「湖光重耀匾」據稱為辛天緯、辛齊光父子所立；赤崁龍德宮的「承乾宣化匾」與嘉慶二十年（1815年）楹聯亦出自辛齊光之手筆:25。

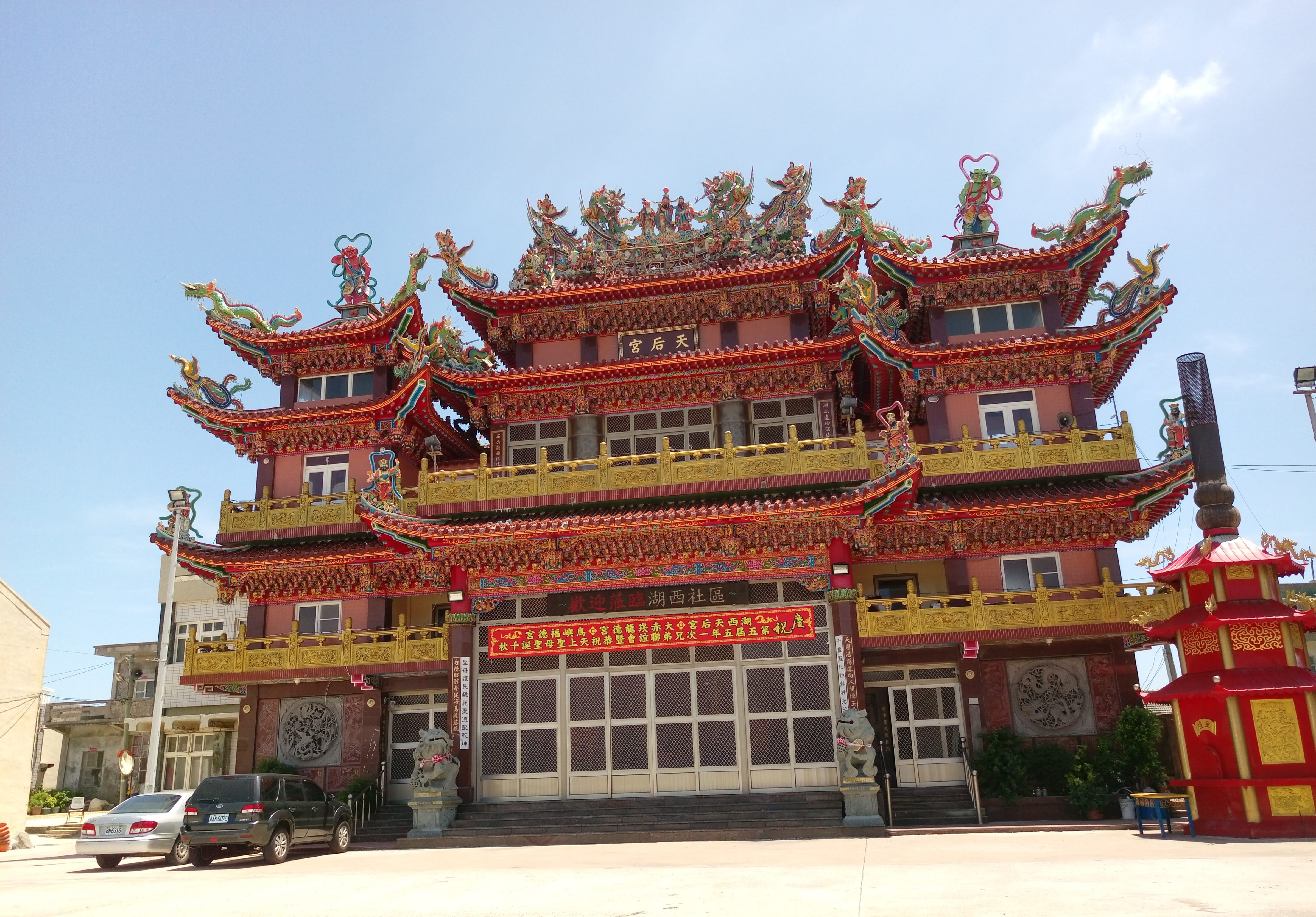
湖西天后宮
湖光重耀匾
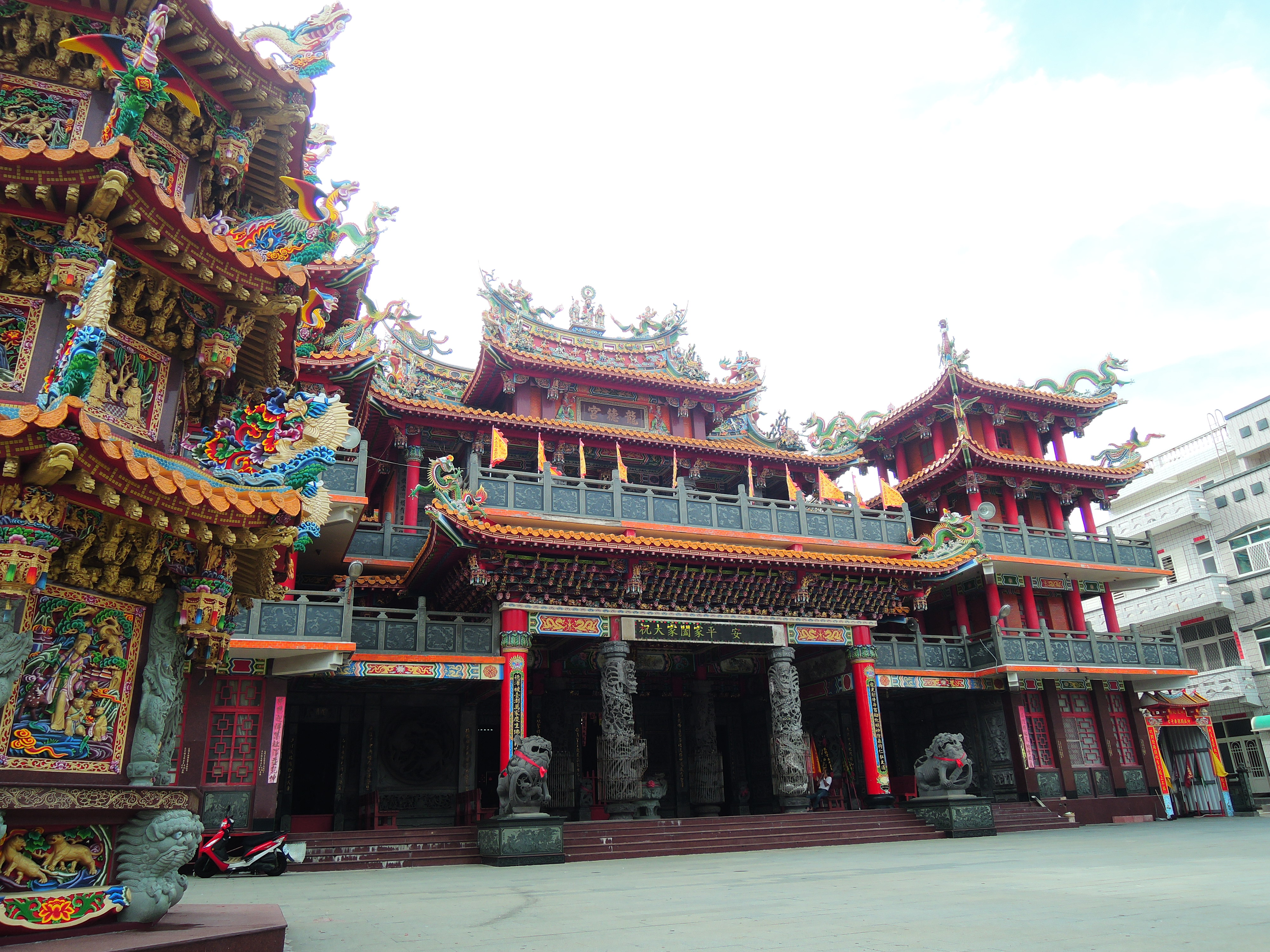
赤崁龍德宮
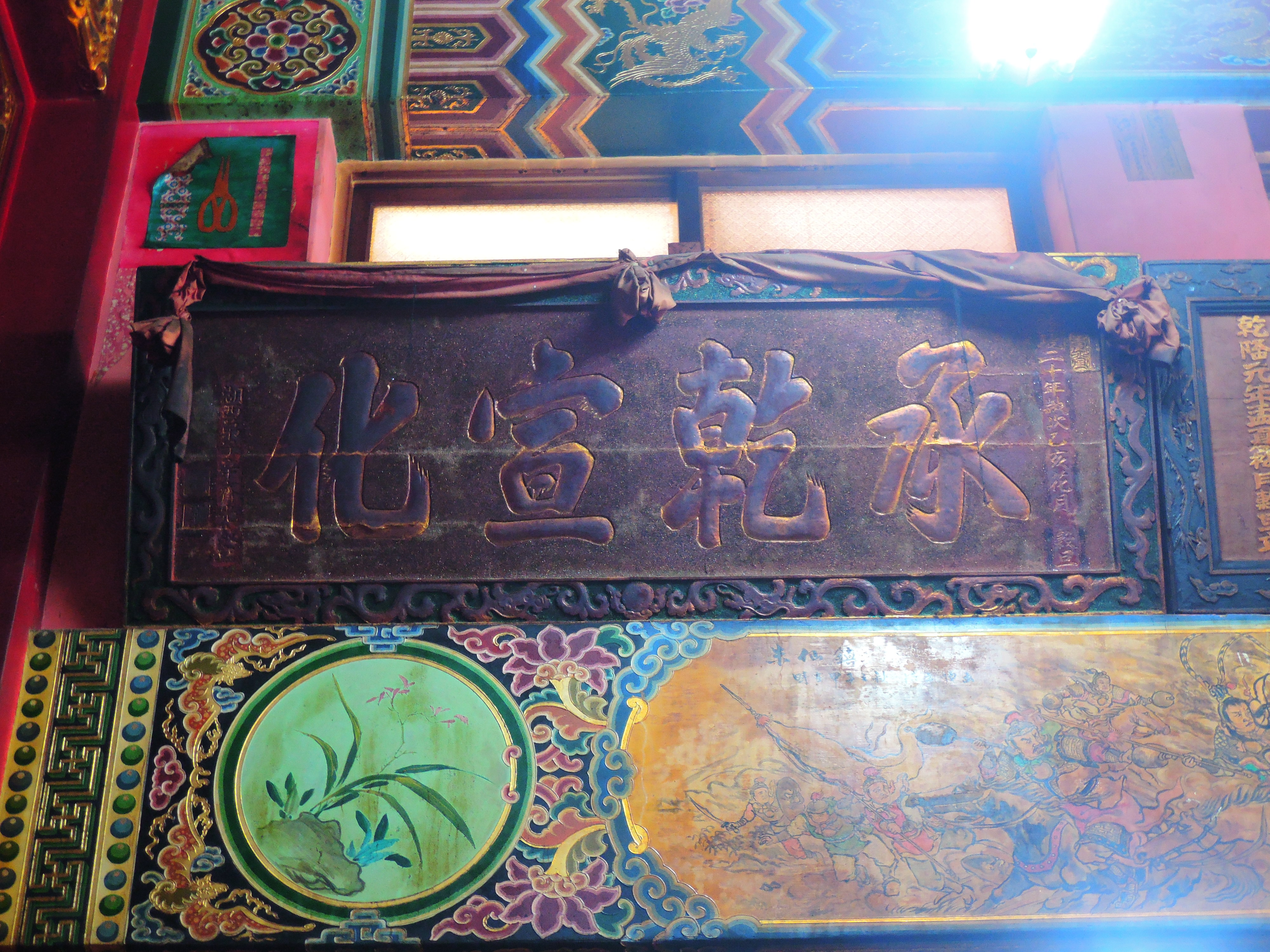
承乾宣化匾
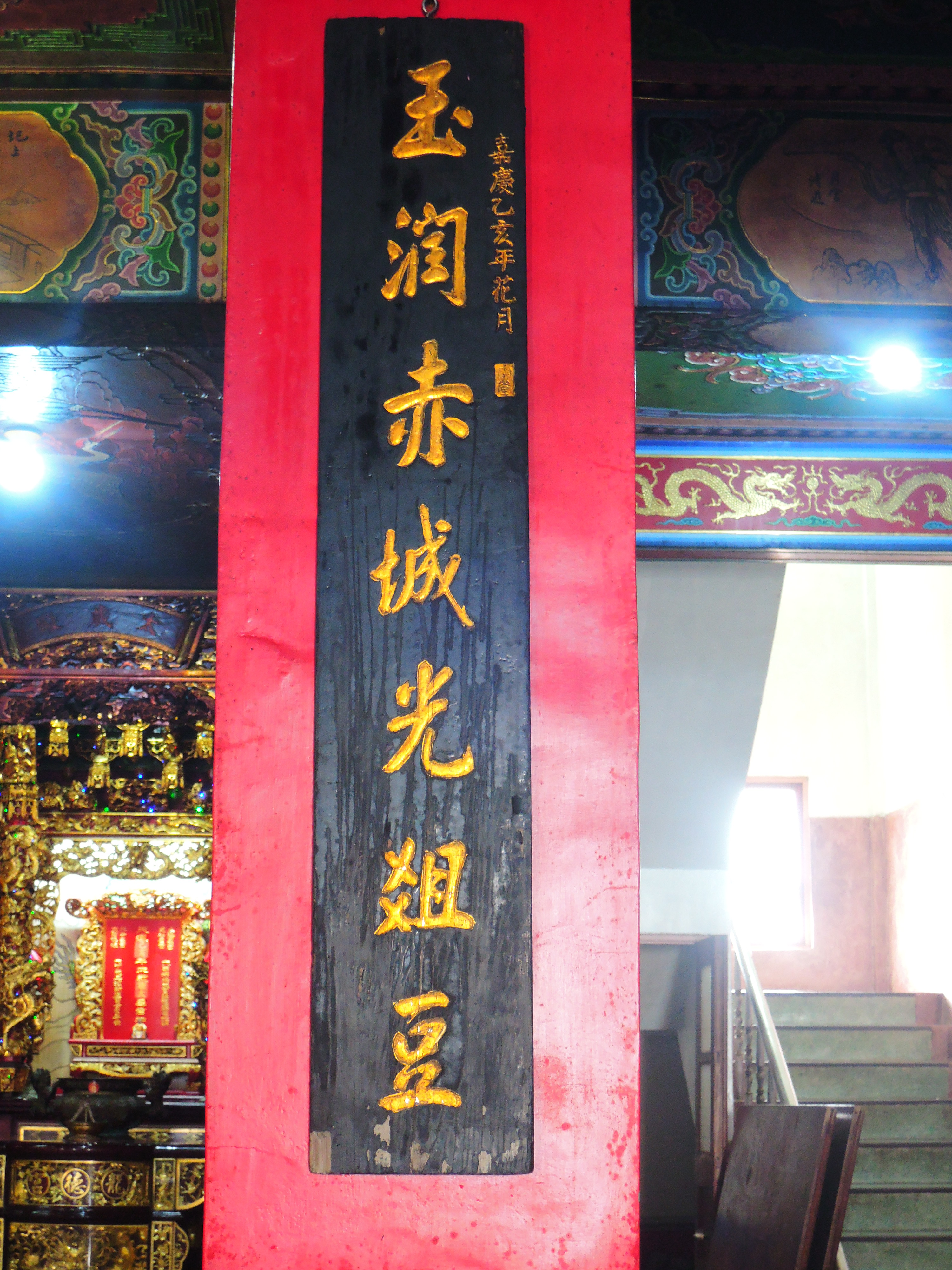
玉潤赤城光俎豆
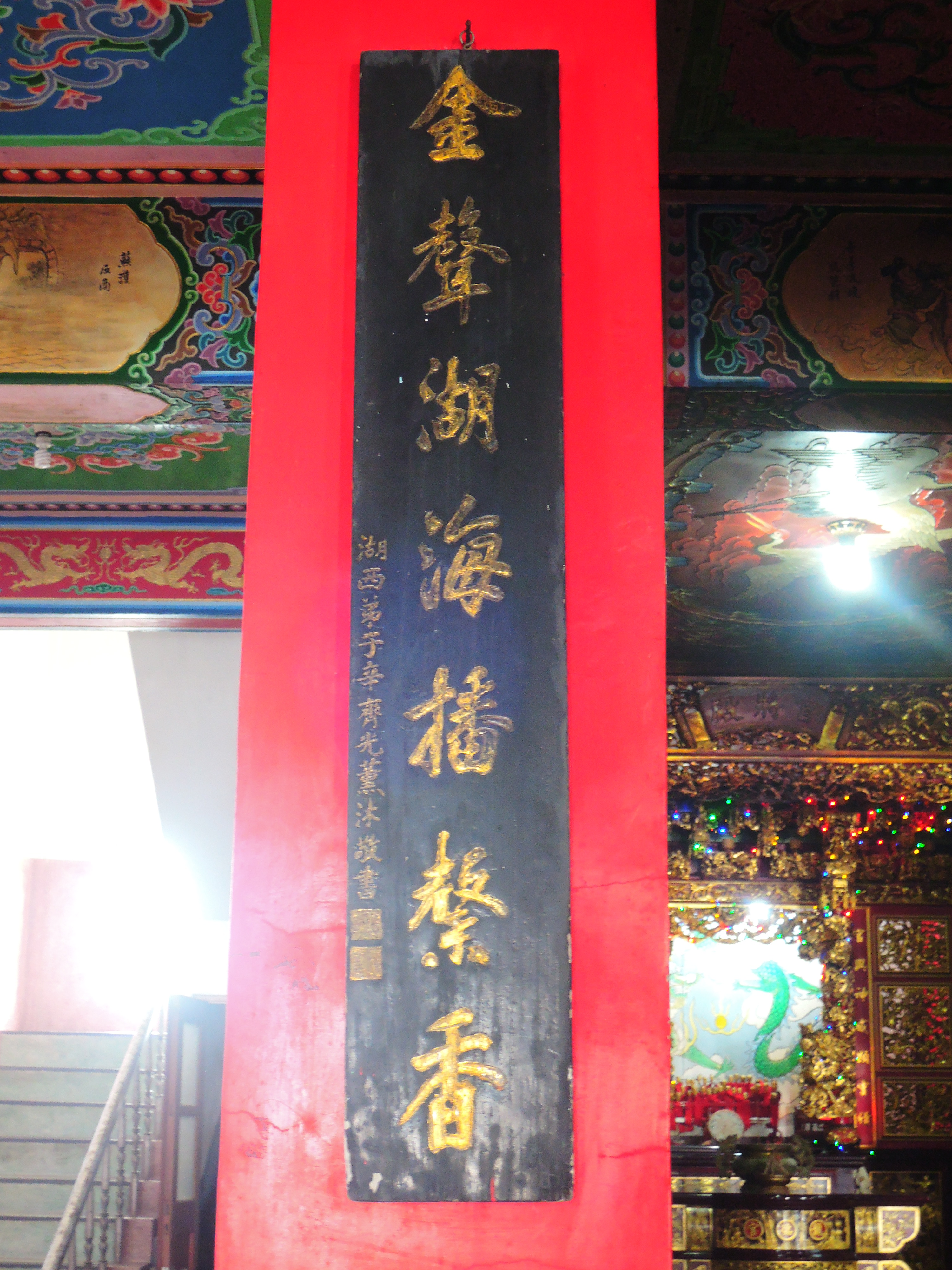
金聲湖海播繫香